# Justin Pierre Marie Macquart

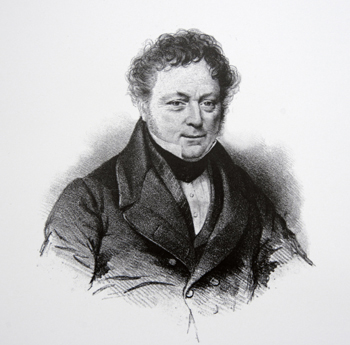
Justin Pierre Marie Macquart

Justin Pierre Marie Macquart (* 1778 in Hazebrouck; † 25. November 1855 in Lestrem) war ein französischer Entomologe. Sein offizielles botanisches Autorenkürzel lautet „Macquart “.

## Leben
Justin Pierre Marie Macquart wurde in Hazebrouck, 45 Kilometer westlich von Lille geboren. Während der Französischen Revolution ging er 1796 zur unter dem Befehl von General Armand Samuel de Marescot (1758–1832) stehenden Rheinarmee und war dort Sekretär und Zeichner. Mit der Rheinarmee gelangte er bis in die Schweiz. Zwei Jahre später, verließ er die Armee und ging zurück nach Lille. Hier widmete er sich dem Studium der Insekten und gehörte zu den Gründern der Société d’Amateurs des Sciences et Arts von Lille.
Am 27. Messidor des Jahres 11 nach dem Französischen Revolutionskalender (1802) wurde Macquart zum Mitglied der Société de Sciences de l’Agriculture et des Arts von Lille gewählt.
Auf einen Rat von Pierre André Latreille hin spezialisierte er sich auf die Ordnung der Zweiflügler (Diptera). 1826 erschien der erste Band seines Werkes Insectes Diptères du Nord de la France dem zahlreiche weitere Veröffentlichungen über die Zweiflügler folgten. 1839 suchte Macquart Johann Wilhelm Meigen in Stolberg auf und erwarb für das Muséum national d’histoire naturelle in Paris dessen Notizen und Zeichnungen.
Auf Vorschlag des Ornithologen Charles Bonaparte wurde er zum korrespondierenden Mitglied der Académie des sciences gewählt. 1851 erhielt er die Auszeichnung eines Chevalier de la Légion d’Honneur.

## Schriften (Auswahl)

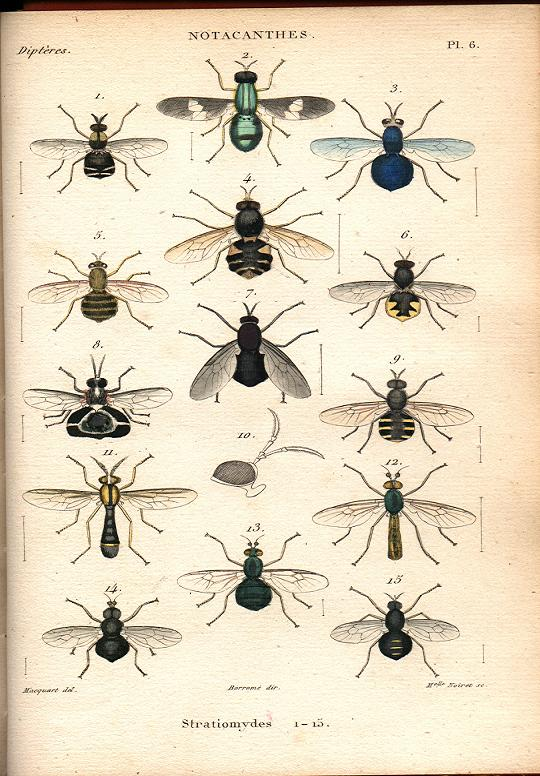
Eine Abbildung aus Macquarts Histoire naturelle des insectes. Dipteres.

- Insectes Diptères du Nord de la France. Lille 1826–1833, 5 Bände
  - Tipulaires. Lille 1826; digitalisierte Fassung
  - Asiliques, bombyliers, xylotomes, leptides, vésiculeux, stratiomydes, xylophagites, tabaniens. Lille 1826; digitalisierte Fassung
  - Platypézines, dolichopodes, empides, hybotides. Lille 1827; digitalisierte Fassung
  -  Syrphies. Lille 1829; digitalisierte Fassung
  - Athéricères: créophiles, strides, myopaires, conopsaires, scénopiniens, céphalopsides. Lille 1833
- Histoire Naturelle des Insectes. Diptères. Roret, Paris 1834–1835, 2 Bände;
  - Band 1 Roret, Paris 1834
  - Band 2 Roret, Paris 1835
- Diptères Exotiques Nouveaux ou peu Connus. Roret, Paris 1838–1846, 2 Bände und 5 Supplemente
  - Band 1, Teil 1 Roret, Paris 1838
  - Band 1, Teil 2 Roret, Paris 1838
  - Band 2, Teil 1 Roret, Paris 1840
  - Band 2, Teil 2 Roret, Paris 1842
  - Band 2, Teil 3 Roret, Paris 1843
  - Supplemente Roret, Paris 1846
- Les Arbres et Arbrisseaux d'Europe et leurs insectes. Lille 1852; digitalisierte Fassung

## Nachweise
- Hippolyte Verly: Essai de biographie lilloise contemporaine : 1800-1869. Leleu, Lille 1869